# «Ахап Ереч» Роальда Даля
«Ахап Ереч» Роальда Даля (англ. Roald Dahl's Esio Trot) — британская телевизионная комедия 2015 года, которая была частью Рождественской программы передач телеканала BBC One. Фильм является адаптацией романа «Ахап Ереч» Роальда Даля. В главных ролях снялись Дастин Хоффман и Джуди Денч.

## Сюжет
Мистер Хоппи и миссис Сильвер проживают в одном доме на разных этажах. Мистер Хоппи выращивает цветы на балконе и тайно влюблён в свою соседку. Хотя они знакомы уже 5 лет, мистер Хоппи не может набраться мужества пригласить её на чашечку чая. Одним из интересов овдовевшей миссис Сильвер является её черепашка Алфи, которая, как она считает, слишком медленно растёт. Мистер Хоппи решает помочь своей возлюбленной и покупает сотню черепах разного размера, а миссис Сильвер говорит, чтобы она каждый день повторяла заклинание для роста черепах, начинающееся со слов «Ахап Ереч», то есть слова «черепаха» наоборот (в оригинале «Esio Trot»). Он подменяет черепах, и так как у него их очень много, миссис Сильвер уверена, что заклинание работает.

## Актёрский состав
| Актёр            | Роль                  |
| ---------------- | --------------------- |
| Дастин Хоффман   | Мистер Генри Хоппи    |
| Джуди Денч       | Миссис Лавиния Силвер |
| Джеймс Корден    | Рассказчик            |
| Ричард Кордери   | Мистер Прингл         |
| Пикси Дейвис     | Роберта               |
| Джофри МакГиверн | Владелец зоомагазина  |
| Лиза Хаммонд     | Миссис Десмонд        |

## Производство
О создании фильма было объявлено 22 августа 2013 года Шарлоттой Мур, представителем BBC One, на Эдинбургском телевизионном фестивале. Адаптация романа «Ахап Ереч» была создана сценаристами Полем Мейхем-Арчером и Ричардом Кёртисом, вместе уже работавших над созданием телесериала «Викарий из Дибли». Съёмки проходили в мае 2014 года в Лондоне.

## Отзывы и критика
Люси Менген, критик The Guardian, считает, что фильм очень красиво снят. Она очень высоко оценила игру Денч, Хоффмана и Кордена. Денч, часто исполняющая классические британские роли, предстаёт в фильме очаровательной открытой флиртующей женщиной, одетой в яркие пышные платья. Для Хоффмана это также необычная роль, и его перевоплощение в доброго скромного персонажа было отмечено Менген и Питером Дебрюгом (Variety).